# Гораций Коклес
Публий Гораций Коклес (лат. Publius Horatius Cocles) — полулегендарный древнеримский герой, якобы живший в конце VI века до н. э. и защитивший римский Свайный мост во время войны с царём этрусков Порсеной.
Наиболее полное изложение подвига Горация Коклеса привёл Плутарх в «Сравнительных жизнеописаниях». Царь этрусков Ларс Порсена в 509 году до н. э. с большим войском подошёл к стенам Рима. В решающий момент сражения римляне, не выдержав натиска врага, отступили, оставив позади себя единственный свайный мост через реку Тибр. «Но Гораций Коклес и ещё двое прославленных мужей, Германий и Ларций, первыми оказали сопротивление подле моста. Гораций получил прозвище Коклеса, — писал Плутарх, —потеряв на войне один глаз. Другие утверждают, будто он был до того курнос, что между глазами почти не оставалось промежутка, а брови у него срослись, и народ, желая назвать его „Киклопом“, но плохо выговаривая это слово… превратился в Коклеса». «Итак, стоя перед мостом, Гораций Коклес один сдерживал врага до тех пор, пока его товарищи не сломали мост у него за спиной. Тогда он, как был, в полном вооружении, бросился в реку, переплыл её и выбрался на противоположный высокий берег…».
Историк Тит Ливий, описывая этот эпизод, называет Горация «оплотом и счастьем города Рима». Стоя на мосту, «грозный, свирепо обводя взглядом знатнейших этрусков, он то вызывает их поодиночке на бой, то громко бранит всех разом», называя их «рабами надменных царей». В этом отрывке Тит Ливий подчеркивает преимущество свободных граждан Рима перед рабской психологией этрусков, а образ Горация Коклеса становится воплощением главных римских добродетелей: доблести, гордости, готовности к самопожертвованию ради свободы своих граждан. Когда мост за его спиной был сломан, Гораций Коклес воскликнул: «„Отец Тиберин! Тебя смиренно молю: благосклонно прими это оружие и этого воина!“ — и как был, в доспехах, бросился в Тибр. Невредимый, под градом стрел, переплыл он к своим — таков был его подвиг… Ему поставили статую на Комиции, а земли дали столько, сколько можно опахать плугом за один день».
По другим источникам Гораций Коклес погиб в волнах Тибра (Полибий, VI, 55, 1—4) или был ранен (Дионисий Галикарнасский, V, 23—25).
Статуя на Комиции — месте на Форуме, отведённом для народных собраний, — представляла собой не портрет, а изображение бога Вулкана. Первая портретная статуя в честь умершего человека появилась в Греции только в 509 г. до н. э. Тиберин — царь, именем которого названа река Тибр. Спустя время статую Вулкана перенесли с Комиция на «площадь Вулкана», находившуюся напротив свайного моста.
Историки видят очевидное сходство между легендой о Горации Коклесе и легенде о Горациях и Куриациях. В обоих случаях три римлянина выступают в качестве спасителей Рима в критический момент, и только один из них в итоге спасается. В одном случае место действия — сухопутная граница, в другом — река, обозначающая границу римской территории. Британский исследователь Э. Паис считал происхождение легенды в культе Вулкана и идентифицирует Коклеса («одноглазого») с одним из циклопов, которые в мифологии были связаны с Гефестом и позднее с Вулканом. Он также приходит к заключению, что статуя Коклеса была в действительности статуей Вулкана, являвшегося одним из самых древних римских богов и, фактически, божеством-защитником государства, поэтому его могли спутать с героем, который спас отечество. Паис также предполагал, что эта легенда явилась результатом некоторой религиозной церемонии: возможно, практика бросания набитых фигур, называемых аргеи, в Тибр с Саблициуса в иды мая. Род Горациев, который был связан с культом Юпитера Вулкана, играл значительную роль в древнеримской истории, что, возможно, объясняет приписывание имени «Гораций» Вулкану-Коклесу.
T. Дж. Корнелл считал подобные рассказы, придуманными «недобросовестными летописцами», «спасающими лицо победами сразу же после поражений», настаивая на том, что «летописцев первого века до нашей эры следует рассматривать в основном в качестве художников слова …».
Историю мужества и воинской доблести Горация Коклеса изображали художники эпохи Возрождения и классицизма.
Известно, что Наполеон Бонапарт, после сражения на мосту Клаузен (Klauzen) в Австрийских Альпах 24 февраля 1797 года, прозвал командующего кавалерией генерала Тома-Александра Дюма, который в одиночку остановил австрийский эскадрон, «Горацием Коклесом из Тироля».
История «Горация у моста» пересказывается в стихотворении «Гораций» в книге «Песни Древнего Рима» (Lays of Ancient Rome, 1842) Т. Б. Маколея. Книга пользовалась большой популярностью в конце девятнадцатого и начале двадцатого веков. Уинстон Черчилль писал, что, хотя он и «застревал в низшей школе» в Харроу, но получил приз, прочитав все «двенадцать сотен строк» из «Горация».
В популярной песне ирландских повстанцев «A Nation Once Again», написанной в начале-середине 1840-х годов Томасом Осборном Дэвисом, первая строфа посвящена героизму «древних свободных людей, за Грецию и Рим, которые храбро стояли, триста человек и три человека» (имеются ввиду триста спартанцев при Фермопилах и трое защитников моста через Тибр).
В кинофильме «Обливион» 2013 года главный герой читает «Горация» Маколея, а затем цитирует стихотворение:
«И смерти нет почётней той,
Что ты принять готов
За кости пращуров своих
За храм своих богов»

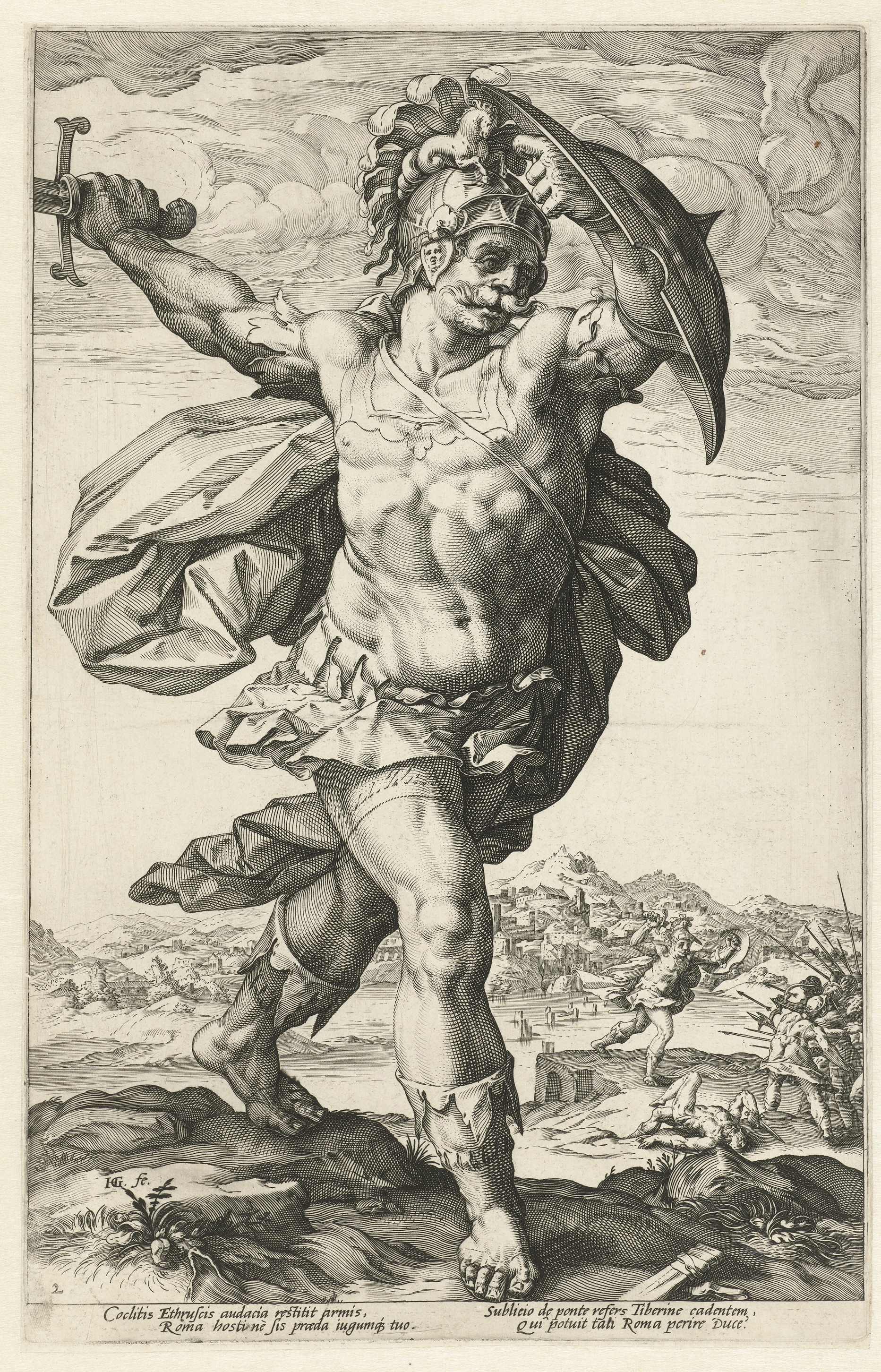
Х. Гольциус. Гораций Коклес. 1586. Резцовая гравюра. Рейксмусеум, Амстердам
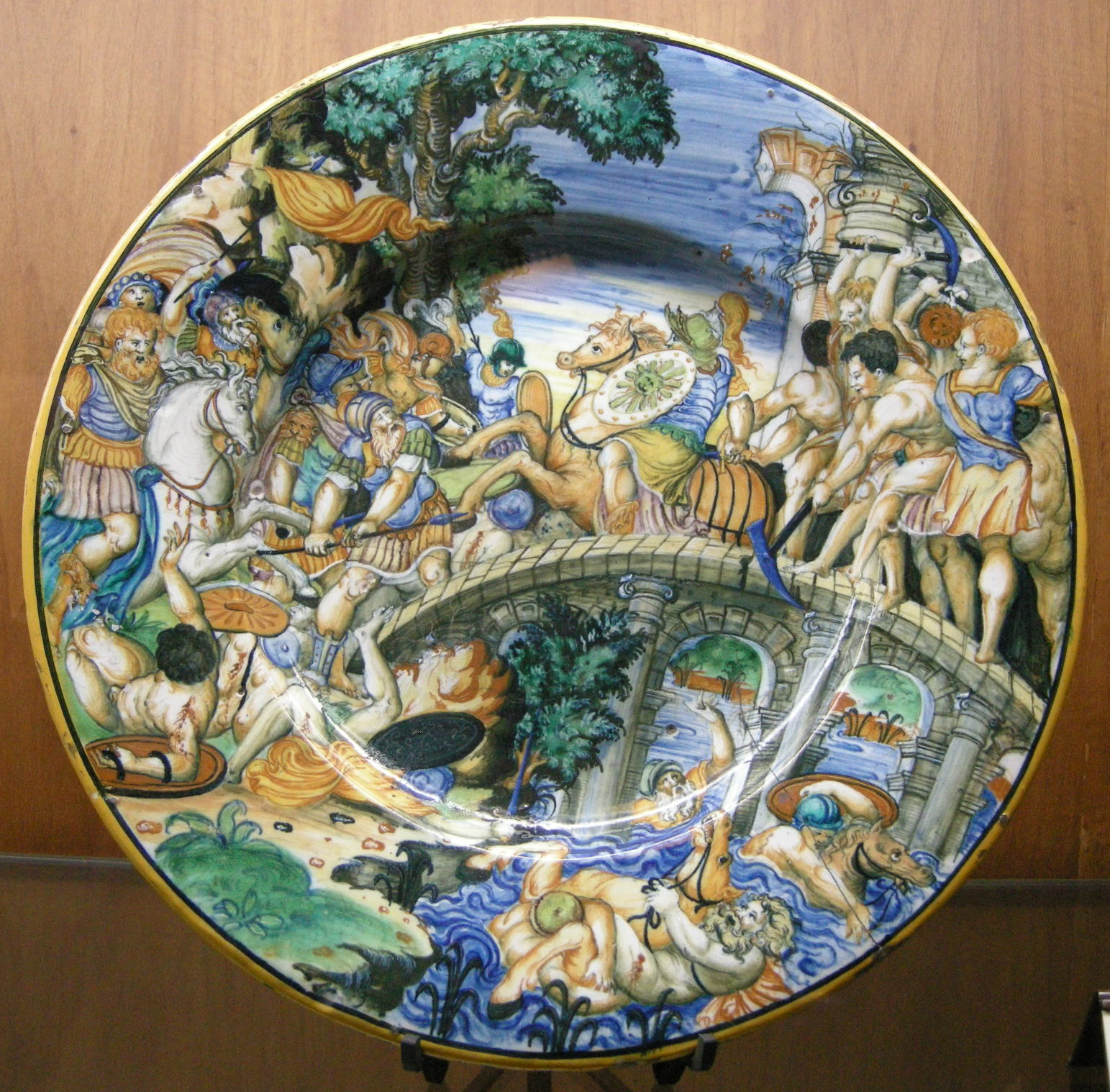
Гораций Коклес, защищающий мост. Роспись блюда. Майолика. Урбино. 1542
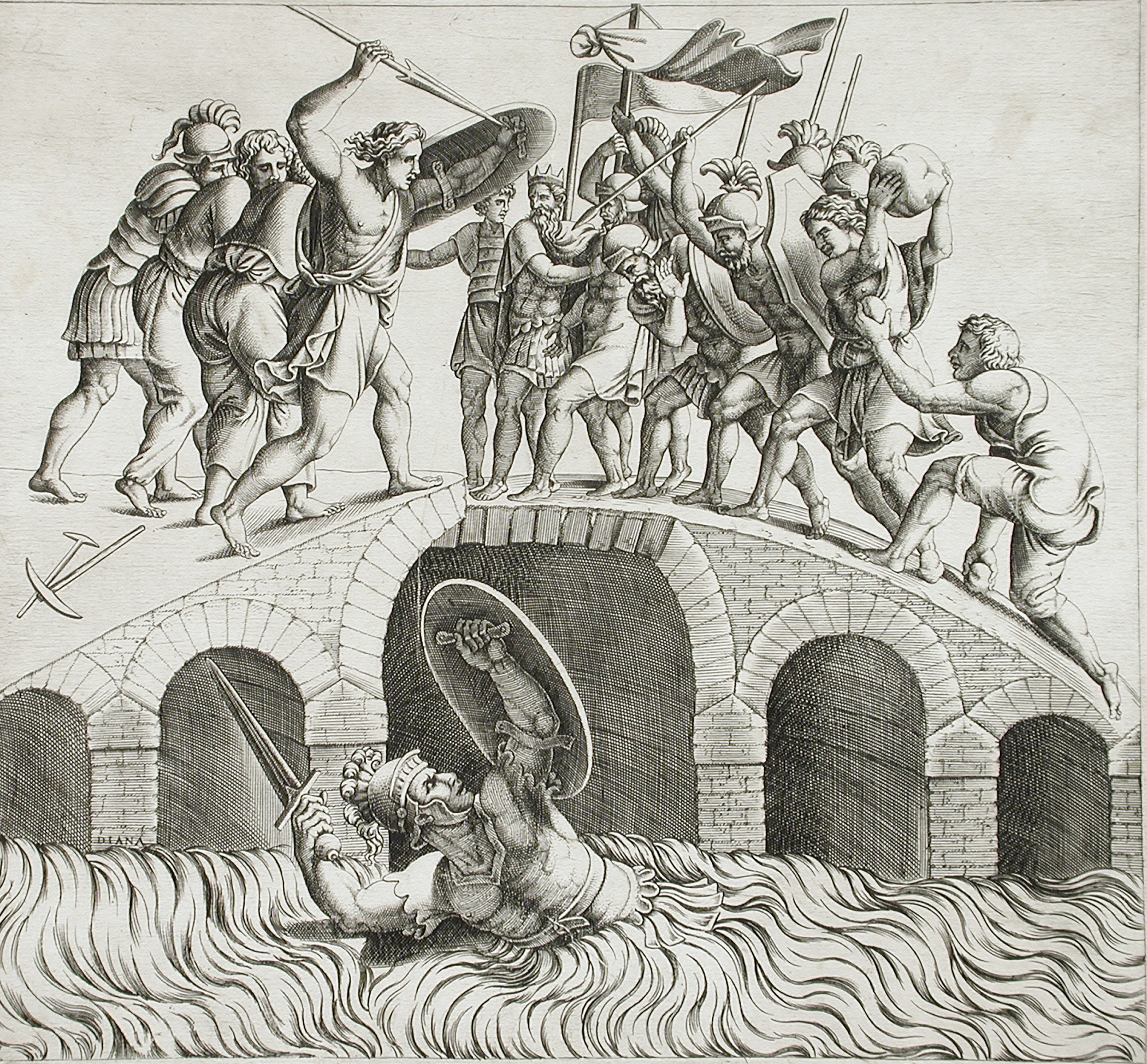
Джулио Романо. Гораций Коклес. Около 1530 г. Офорт
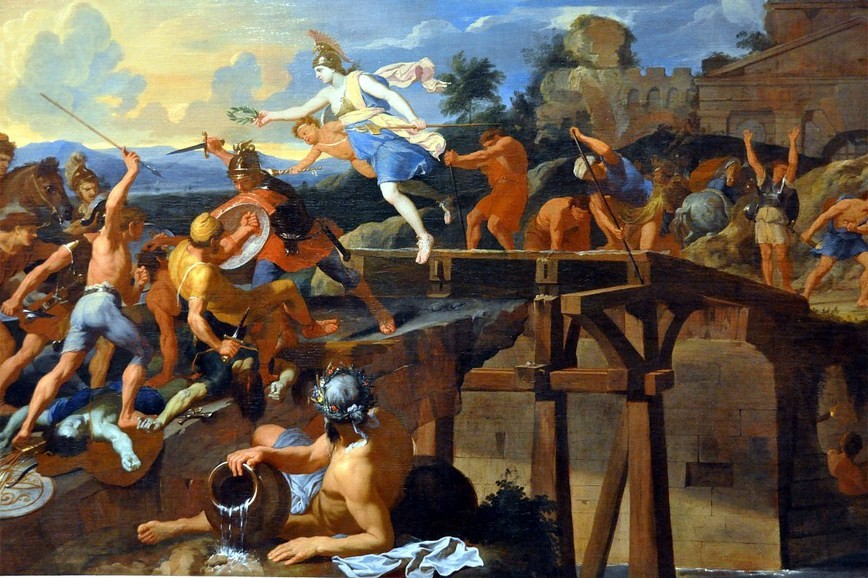
Ш. Лебрен. Гораций Коклес, защищающий мост. Ок. 1643. Далиджская картинная галерея, Лондон